# Mário David
Mário Henrique de Almeida Santos David (Lunda-Norte, 20 de agosto de 1953) é um médico e político português.

## Biografia
Licenciou-se em Medicina pela Faculdade de Medicina da Universidade de Lisboa, em 1977.
Aderiu ao Partido Social Democrata, em 1979, participando na campanha de Soares Carneiro às eleições presidenciais de 1980; o general Soares Carneiro era o candidato apoiado pela Aliança Democrática e Mário David conhecia-o pessoalmente desde o período em que vivera em Angola.
Eleito deputado ao Parlamento Europeu nas eleições de 1989, viria a exercer o cargo de secretário-geral do Grupo Parlamentar dos Liberais, Democratas e Reformistas e, depois que o PSD, sendo líder Marcelo Rebelo de Sousa, aderiu ao Partido Popular Europeu, Mário David exerceu a mesma função neste grupo político.
Com a abertura da União Europeia a leste, aos países da ex-URSS, assumiu a função de conselheiro especial para o alargamento da União Europeia, responsável pelas relações com a Rússia e os Balcãs.
Em 2002, na sequência da vitória do PSD nas eleições legislativas do mesmo ano, torna-se assessor político do Primeiro-Ministro do XV Governo Constitucional, José Durão Barroso. Quando este é eleito Presidente da Comissão Europeia, em 2004, Mário David acompanha Barroso para coordenar o gabinete de transição da Comissão, cuja presidência anterior cabia a Romano Prodi.
No mesmo ano (2004) é empossado Secretário de Estado dos Assuntos Europeus do XVI Governo Constitucional, de Pedro Santana Lopes.
Nas legislativas de 2005, convocadas na sequência da dissolução do Parlamento, foi integrado na lista do PSD no círculo de Leiria, tendo sido Deputado até 2009.
No último desses anos (2009) regressou ao Parlamento Europeu, na sequência das eleições europeias de 2009, para as quais foi indicado como candidato pela direção de Manuela Ferreira Leite.
Em 2016 Mário David foi apontado pela imprensa como um dos obreiros da preparação da corrida da comissária europeia Kristalina Georgieva ao lugar de secretária-geral da ONU, onde defrontava o ex-Primeiro-Ministro socialista António Guterres, que sairia vencedor.

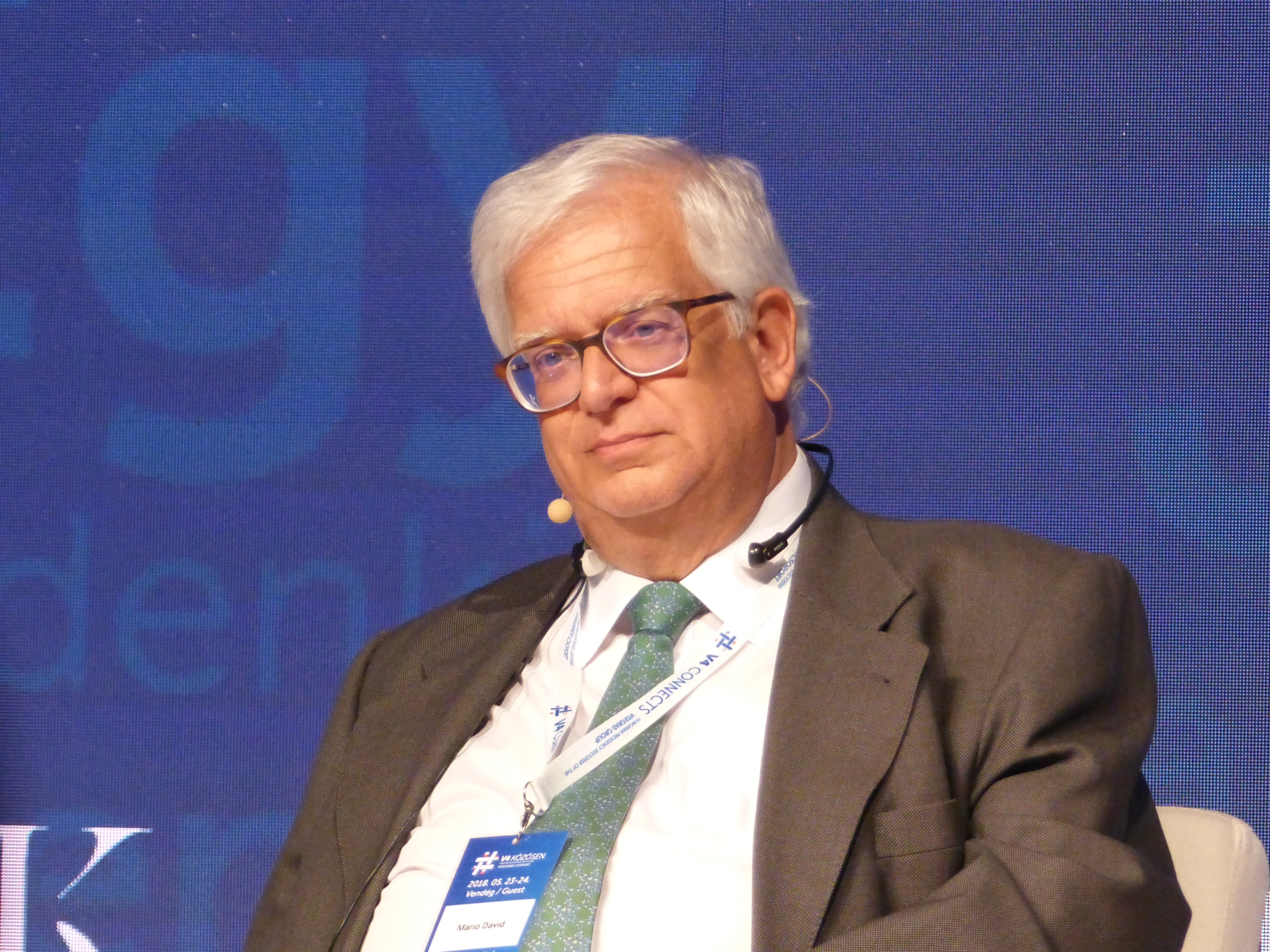
Mário David in 2018

Além da atividade política, Mário David foi vice-presidente da Federação Portuguesa de Ténis.